# Boross Kálmán
Boross Kálmán (Komárom, 1866. április 4. – Komárom, 1941. március 2.) református lelkész, helytörténész.

## Élete
Előbb felsőpatonyi adminisztrátor, majd 1895-1938 között református lelkész volt Kamocsán. 1898-1903 között körlelkészi és egyházmegyei lelkészértekezleti jegyzői tisztséget viselt a komáromi református egyházmegyében. Egyházmegyei és kerületi tanácsbiró, gyámoldai pénztáros, egyházmegyei aljegyző volt. 1938-ban nyugalomba vonult Komáromba.
Az 1925-ben alakuló Református Irodalmi Társaság alapító tagja. Károly fia kanyaróban hunyt el.
Felesége perlaki Perlaky Laura volt. Gyermekeik Leona, Matild, Kornél és Béla voltak.

## Művei
1885-től írt verseket, társadalmi és egyházi vonatkozású cikkeket a Dunántúli Protestáns Lap, Magyar Szó, Pesti Hírlap, Prágai Magyar Hírlap és más vidéki és felekezeti lapokba. Álnevei: Komáromi Kálmán, Vágmelléki.
- 1893 Felső-csallóközi ev. ref. lelkészi értekezlet. Dunántúli Protestáns Lap 4, 141-143
- 1899 Templomavatás Martoson. Protestáns egyházi és iskolai lapok 42/7, 104-105.
- 1899 Nyilt kérés Végh István tanitó úrhoz. Dunántúli Protestáns Lap 10, 359-360 (Vágmelléki)
- 1901 A „Magyar Közigazgatás” egy válasza. Dunántúli Protestáns Lap 12, 119-120 (Vágmelléki)
- 1901 Próbapapolás és még valami. Dunántúli Protestáns Lap 12, 733-734 (Vágmelléki)
- 1902 Komárom város történetéből. Dunántúli Protestáns Lap 13 (Vágmelléki)
- 1902 Vallásos együttérzés. Dunántúli Protestáns Lap 13, 676-678
- 1903 A komáromi ref. egyházmegye rendkívüli közgyűlése. Dunántúli Protestáns Lap 14, 225-226 (Vágmelléki)
- 1904 Egyházmegyei határozat, melyhez szó fér. Dunántúli Protestáns Lap 15, 87-88 (Vágmelléki)
- 1910 Szabad a vásár! Dunántúli Protestáns Lap 21, 156-157 (Vágmelléki)
- 1912 Alkoholellenes iskolai ünnepélyek. Dunántúli Protestáns Lap 23, 108-109 (Vágmelléki)
- 1914 A kamocsai ref. egyház régi és új harangjai. Dunántúli Protestáns Lap 25
- 1914 Nyilt levél nt. Kis József pápai esperes-lelkész úrhoz. Dunántúli Protestáns Lap 25, 30-31
- 1915 Ásós kisasszonykák. Dunántúli Protestáns Lap 26, 166 (Vágmelléki)
- 1923 Petőfi Emlékezete - születésének 100-ik évfordulója elkalmából. Dunaszerdahely
- 1923 Levelek a menyországba. Beregszász
- 1925 A világháború kamocsai áldozatainak emlékkönyve. Komárom[6]
- 1926 Signyei János. Tört. elbeszélés. Dunaszerdahely
- 1931 A kamocsai ref. egyház történetéből. Református Egyház és Iskola, 1931. szeptember 6.